# Ius sacrum
Ius sacrum is de Latijnse aanduiding voor het gesanctioneerd recht (ius = recht, onvoltooid adjectief van saciri (sanctioneren) is sacer).

## Romeinse Koninkrijk
In het Romeinse Koninkrijk regeerden de koningen via rechtspraak als Pontifex maximus, zoals blijkt uit de Koningswetten, leges regiae.  Men kon iemand die men aansprakelijk achtte dagvaarden in een proces (sanctus) voor de sacerdotes (rechters) die in templa zetelden. Door de associatie met de latere rabbijnse- en vroegchristelijke rechtspraak, beschouwt men het ius sacrum uit deze periode abusievelijk als sacraal recht of ius divinium van priesters.
Deze gerechtelijke beslissingen waren bindend en hadden als doel conflicten te beëindigen binnen de stadstaat Rome. Het is een anachronisme om "leges" uit het ius sacrum te beschouwen als wetten die door een representatief systeem werden goedgekeurd, nu blijkt dat dit eigenlijk rechtspraak betreft.

## Romeinse Republiek
In de Romeinse Republiek regeerden de Consuls als Pontifex maximus via rechtspraak over het ius sacrum.  De Senaat (Rome) hield echter toezicht.